# Ketsuekigata-kun!
Ketsuekigata-kun! (血液型くん！?) è un manga yonkoma di Real Crazy Man (nome d'arte di Park Dong-Sun), che in un primo momento serializzato dall'autore in coreano sul suo blog col titolo Hyeoraekyeonge gwanhan gandanhan gochal (혈액형에 관한 간단한 고찰?), è stato poi pubblicato dalla giapponese Earth Star Entertainment a partire dal 26 gennaio 2013. Un adattamento anime, coprodotto da Assez Finaund Fabric., Feel. e (dalla terza stagione) Zexcs, è andato in onda sulle televisioni giapponesi, suddiviso in quattro stagioni, tra il 2013 e il 2016.

## Trama
L'opera è incentrata sui luoghi comuni e sulle caratteristiche stereotipate attribuite tradizionalmente a determinati gruppi sanguigni. Inizialmente sono rappresentati solo personaggi maschili, ma successivamente fanno la loro comparsa anche le rispettive controparti femminili.

## Personaggi

I gruppi sanguigni A, B, O e AB nella sigla d'apertura della prima stagione dell'anime

Gruppo A-kun (A型くん?, A gata-kun)
Doppiato da: Jun Fukuyama
Gruppo B-kun (B型くん?, B gata-kun)
Doppiato da: Yūichi Nakamura
Gruppo AB-kun (AB型くん?, AB gata-kun)
Doppiato da: Tetsuya Kakihara
Gruppo O-kun (O型くん?, O gata-kun)
Doppiato da: Akira Ishida
Gruppo A-chan (A型ちゃん?, A gata-chan)
Doppiata da: Aoi Yūki
Gruppo B-chan (B型ちゃん?, B gata-chan)
Doppiata da: Yui Horie
Gruppo AB-chan (AB型ちゃん?, AB gata-chan)
Doppiata da: Mai Nakahara
Gruppo O-chan (O型ちゃん?, O gata-chan)
Doppiata da: Yū Kobayashi
Narratrice
Doppiata da: Kyōko Narumi